# Рік Кози (срібна монета)
«Рік Кози́» — пам'ятна срібна монета номіналом 5 гривень, випущена Національним банком України, присвячена року Кози, одній із тварин східного календаря, який засновано на дванадцятирічному циклі Юпітера — найбільшої планети Сонячної системи.
Монету введено в обіг 10 грудня 2014 року. Вона належить до серії «Східний календар».

## Опис монети та характеристики
| Номінал грн. | Метал            | Маса, г       | Діаметр, мм | Якість виготовлення | Гурт     | Тираж, штук |
| ------------ | ---------------- | ------------- | ----------- | ------------------- | -------- | ----------- |
| 5            | срібло 925 проби | 15,55 / 16,81 | 33,0        | пруф                | рифлений | 20 000      |

### Аверс
На аверсі монети розміщено: угорі малий Державний Герб України, під яким напис «НАЦІОНАЛЬНИЙ БАНК/УКРАЇНИ»; у центрі в оточенні стилізованого рослинного орнаменту — номінал «5/ГРИВЕНЬ»; унизу рік — 2015, а також позначення металу, його проби — Ag 925, маси в чистоті — 15,55 та логотип Монетного двору Національного банку України.

### Реверс
На реверсі монети в оточенні стилізованого рослинного орнаменту зображено в лубочному стилі козу, око якої оздоблено кубічним оксидом цирконію блакитного кольору. Над цією композицією і під нею розміщено абрисні фігурки всіх 12 символів східного календаря.

## Автори

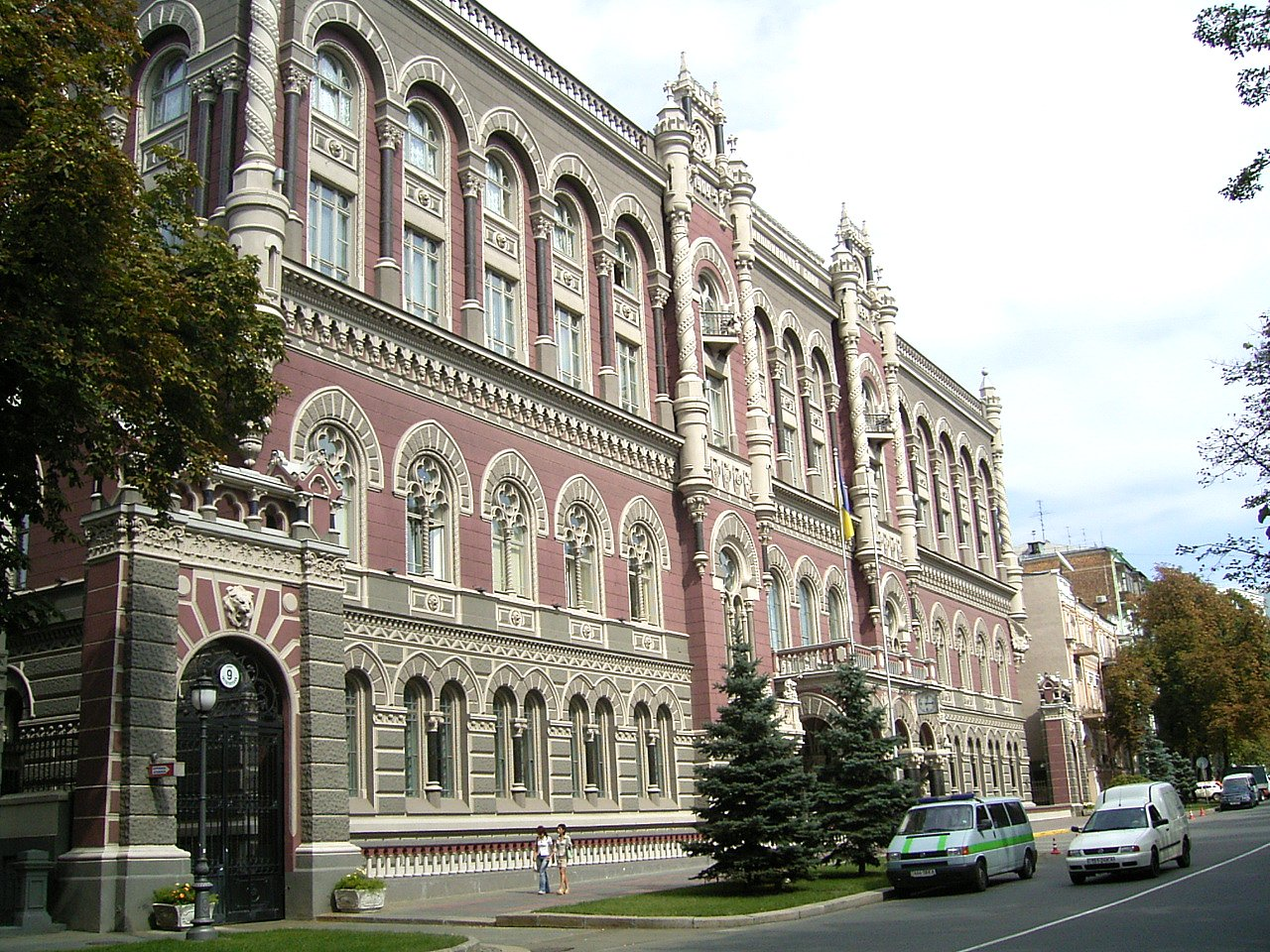
Будівля Національного банку України

- Художники: Таран Володимир, Харук Олександр, Харук Сергій.
- Скульптори: Атаманчук Володимир, Іваненко Святослав.

## Вартість монети
Під час введення монети в обіг у 2014 році, Національний банк України реалізовував монету через свої філії за ціною 404 гривні.
Фактична приблизна вартість монети з роками змінювалася так:
| Рік        | 2015 | 2016 | 2017 | 2018 | 2019 | 2020 | 2021 | 2022 | 2023  | 2024  | 2025  |
| ---------- | ---- | ---- | ---- | ---- | ---- | ---- | ---- | ---- | ----- | ----- | ----- |
| Ціна, грн. | 460  | 460  | 570  | 520  | 500  | 500  | 640  | 740  | 1 000 | 1 430 | 2 400 |